# جيرترود بينغ
جيرترود بينغ (بالألمانية: Gertrud Bing )‏ (و. 1892 – 1964 م) هي مؤرخة الفن، وأستاذة جامعية، وأمينة مكتبة، ومحرِّرة ألمانية، ولدت في هامبورغ، توفيت في لندن، عن عمر يناهز 72 عاماً، بسبب مرض.

## التعليم
تعلمت في جامعة هامبورغ.